# Angraecum tenuifolium
Angraecum tenuifolium är en orkidéart som beskrevs av Charles Frappier och Eugène Jacob de Cordemoy. Angraecum tenuifolium ingår i släktet Angraecum och familjen orkidéer. Inga underarter finns listade i Catalogue of Life.